# Thompson Township (Illinois)
Die Thompson Township ist eine von 23 Townships im Jo Daviess County im Nordwesten des US-amerikanischen Bundesstaates Illinois.

## Geografie
Die Thompson Township liegt im Nordwesten von Illinois. Die Grenze zu Iowa, die vom Mississippi gebildet wird, befindet sich rund 30 km westlich. Die Grenze zu Wisconsin liegt rund 10 nördlich.
Die Thompson Township liegt auf 42°24′52″ nördlicher Breite und 90°09′48″ westlicher Länge und erstreckt sich über 95,36 km², die sich auf 93,65 km² Land- und 1,71 km² Wasserfläche verteilen. Im Zentrum der Thompson Township liegt der Apple Canyon Lake.
Die Thompson Township grenzt innerhalb des Jo Daviess County im Norden an die Apple River Township, im Osten an die Rush Township, im Südosten an die Stockton Township, im Süden an die Woodbine Township, im Südwesten an die Elizabeth Township, im Westen an die Guilford Township und im Nordwesten an die Scales Mound Township.

## Verkehr
In der Thompson Township existieren keine Fernstraßen. Die Township wird von einer Reihe teils unbefestigten County Roads und anderen untergeordneten Straßen durchzogen.
Die nächstgelegene Flugplätze sind der rund 60 km westlich in Iowa gelegene Dubuque Regional Airport, der rund 50 km nordwestlich in Wisconsin gelegene Platteville Municipal Airport und der rund 60 km südöstlich in Illinois gelegene Albertus Airport bei Freeport.

## Bevölkerung
Bei der Volkszählung im Jahr 2010 hatte die Township 841 Einwohner. Die Bevölkerung der Township lebt verstreut über das gesamte Gebiet der Township sowie in zwei gemeindefreien Siedlungen („Unincorporated Communities“):
- Apple Canyon Lake
- Schapville